# As Confidências de Arsène Lupin
Les Confidences d'Arsène Lupin é uma coletânea de contos de Maurice Leblanc com aventuras de Arsène Lupin, o ladrão de casaca.
Após o sombrio 813, Maurice Leblanc retorna aos textos mais leves, no estilo daqueles de sua primeira coletânea, Arsène Lupin, Ladrão de Casaca. Essas histórias foram publicadas em Je sais tout a partir de abril de 1911.
Na cronologia das aventuras de Arsène Lupin, Maurice Leblanc situa estas histórias antes de A Agulha Oca e 813. Encontramos aí o Lupin do início, sedutor, sempre bem-sucedido, seja nas situações perdidas (A armadilha infernal) ou nos enigmas mais impossíveis de resolver (notadamente em O signo da sombra e A echarpe de seda vermelha).

## Conteúdo
- O Jogo dos Raios de Sol, publicação original em Je sais tout n° 75, 15 de abril de 1911. Uma mensagem em código projetada por raios de sol na fachada de uma casa (cujos erros ortográficos compõem a palavra ETNA) leva Lupin a decifrar o mistério do desaparecimento da esposa do barão Repstein, que fugiu levando toda sua fortuna. Lupin acaba encontrando o corpo da baronesa no cofre-forte do barão.
- A Aliança de Casamento, publicação original em Je sais tout n° 76, 15 de maio de 1911. Um anel onde Yvonne d’Origny gravou o nome de um antigo admirador poderá servir de ensejo ao seu marido para obter o divórcio e a guarda do filho. Este antigo admirador na verdade foi Lupin, sob o pseudônimo de Horace Velmont, que agora se faz passar pelo joalheiro para salvá-la do vexame.
- O Signo da Sombra, publicação original em Je sais tout n° 77, 15 de junho de 1911. Ao seguir uma mulher (Louise d'Ernemont) que por coincidência possui um quadro idêntico ao de seu biógrafo (o narrador deste episódio), Lupin (sob o pseudônimo de capitão Janniot) acaba descobrindo valiosos diamantes escondidos por uma vítima do Terror.
- A Armadilha Infernal, publicação original em Je sais tout n° 78, 15 de julho de 1911. A viúva Dugrival, cujo marido se matou após ter uma fortuna roubada por Lupin no hipódromo, jura vingança. Ela atrai o ladrão de casaca a uma armadilha infernal, inescapável. Mas o "poder de sedução" de Lupin o salva.
- A Echarpe de Seda Vermelha, publicação original em Je sais tout n° 79, 15 de agosto de 1911. Ganimard cai numa armadilha armada por Lupin e, valendo-se de informações por este repassadas, desvenda um assassinato, mas a joia que o assassino tentava roubar vai parar nas mãos de Lupin.
- A Morte Que Espreita, publicação original em Je sais tout n° 80, 15 de setembro de 1911. A partir de uma carta que Jeanne Darcieux escreveu mas depois rasgou e jogou fora, Lupin (sob o pseudônimo de Paul Daubreuil) descobre que alguém procura assassiná-la e desmascara o criminoso (que parecia acima de qualquer suspeita), salvando-a.
- O Casamento de Arsène Lupin, publicação original em Je sais tout n° 94, 15 de novembro de 1912. Fazendo-se passar pelo sobrinho do Duque de Sarzeau-Vendôme, que mantém aprisionado num barco, Lupin consegue desposar sua romântica filha, Angélique, detentora de uma fortuna.
- O Canudinho de Palha, publicação original em Je sais tout n° 96, 15 de janeiro de 1913. Lupin descobre o ladrão que se escondeu na fazenda do Patrão Goussot (disfarçado de espantalho) após roubar seu dinheiro, mas embolsa o produto do roubo.
- Edith, Pescoço de Cisne, publicação original em Je sais tout n° 97, 15 de fevereiro de 1913. Partindo do pressuposto de que "com Lupin não há mortes", Ganimard desvenda o roubo misterioso da coleção de tapeçarias do supostamente brasileiro Coronel Sparmiento. Afinal, "não devemos, quando se trata [de Arsène Lupin], esperar exatamente o que é inverossímil e estupeficador?"[1]